# Ancram
Ancram ist eine Town im Columbia County des US-Bundesstaats New York. Zum Zeitpunkt des United States Census 2010 hatte Ancram 1573 Einwohner. Benannt ist die Town nach Ancram (heutige Schreibweise: Ancrum) in Schottland.

## Geographie
Nach den Angaben des United States Census Bureau hat die Town eine Gesamtfläche von 110,7 km2, wovon 110,0 km2 auf Land und 0,7 km2 (oder 0,61 %) auf Gewässer entfallen. Der Großteil Ancrams wird entwässert durch den Roeliff Jansen Kill und seinen Nebenfluss, dem Punch Brook. Der Roeliff Jansen Kill fließt in westlicher Richtung zum Hudson River. Die südöstliche Ecke der Town entwässert über den Webatuck Creek, der in südlicher Richtung zum Ten Mile River und somit zum Housatonic River in Connecticut strömt.
Ancram liegt in der südöstlichen Ecke des Countys. Die östliche Stadtgrenze ist die Grenze zu Massachusetts und südlich davon zum Dutchess County, zu dem Ancram auch nach Süden angrenzt.
- Ancram – der Weiler Ancram liegt im Westen der Town an der New York State Route 82 und der County Route 7.
- Ancramdale – ein Weiler südöstlich davon
- Boston Corner – Weiler an der Staatsgrenze zu Massachusetts
- Taconic State Park – ein Teil des State Parks liegt im nordöstlichen Teil der Town.
- Weed Mines – eine Örtlichkeit unweit der nördlichen Stadtgrenze

## Geschichte
Vor der Kolonisierung durch die Europäer wurde das Gebiet über 1000 Jahre lang durch unterschiedliche Kulturen besiedelt. Zu den historisch nachweisbaren Bewohnern gehörten die Mahican und die Wappinger.
In der Landabtretung zu Gunsten der Familie Livingston wurde dieses Gebiet a Roeliff Jansen Kill ursprünglich Livingston Forge genannt, was von der Eisengießerei am Fluss abgeleitet wurde. Während des 18. Jahrhunderts erzeugt die Gießerei Metallprodukte für die Siedlung. Diese war auch als Scotchtown bekannt, wegen der Einwanderer aus Schottland, die sich hier Ende des 18. Jahrhunderts niederließen. Als sich die Amerikanische Revolution näherte, erzeugt die Fabrik Gewehrkugeln, Kanonenkugeln und die große Kette, die bei West Point über den Hudson River gespannt wurde, um die britischen Kriegsschiffe aran zu hindern, den Fluss hinauf zu fahren. Diese Kette wurde 1776 in Ancram geschmiedet und dann zwischen Fort Montgomery und Fort Clinton installiert. Am 6. Oktober 1777 griffen die Briten die beiden Forts von der Flanke an, ohne die Stärke der Kette direkt anzugehen. Man geht davon aus, dass die Kette von den Briten mitgenommen wurde, als sie sich mehrere Wochen später zurückzogen. Ihr Verbleib ist ungeklärt, doch nimmt ein britischer Historiker an, dass sie nach Gibraltar gebracht wurde, um dort der Verteidigung der Kolonie zu dienen.
Nach der Revolution wurde die Town of Ancram 1803 aus Teilen der Town of Livingston gebildet. Der damalige Name Gallatin wurde 1814 in Ancram geändert, nach der Stadt, aus der die Livingstons stammten. 1830 wurde ein Teil von Ancram verwendet, um die heutige Town of Gallatin zu bilden.
Der Weiler Boston Corner war ursprünglich Teil von Mount Washington in Massachusetts. Die leichtere Erreichbarkeit führte schließlich zur Annexion durch Ancram am 13. April 1857, worauf sich beide Bundesstaaten geeinigt hatten.

## Demographie
Zum Zeitpunkt des United States Census 2000 bewohnten Ancram 1513 Personen. Die Bevölkerungsdichte betrug 13,7 Personen pro km2. Es gab 823 Wohneinheiten, durchschnittlich 7,5 pro km2. Die Bevölkerung in Ancram bestand zu 97,69 % aus Weißen, 1,06 % Schwarzen oder African American, 0,13 % Native American, 0,13 % Asian, 0 % Pacific Islander, 0 % gaben an, anderen Rassen anzugehören und 0,99 % nannten zwei oder mehr Rassen. 0,93 % der Bevölkerung erklärten, Hispanos oder Latinos jeglicher Rasse zu sein.
Die Bewohner Ancrams verteilten sich auf 595 Haushalte, von denen in 30,4 % Kinder unter 18 Jahren lebten. 58,7 % der Haushalte stellten Verheiratete, 8,6 % hatten einen weiblichen Haushaltsvorstand ohne Ehemann und 27,6 % bildeten keine Familien. 20,5 % der Haushalte bestanden aus Einzelpersonen und in 8,1 % aller Haushalte lebte jemand im Alter von 65 Jahren oder mehr alleine. Die durchschnittliche Haushaltsgröße betrug 2,54 und die durchschnittliche Familiengröße 2,91 Personen.
Die Bevölkerung verteilte sich auf 22, % Minderjährige, 5,7 % 18–24-Jährige, 26,5 % 25–44-Jährige, 28,3 % 45–64-Jährige und 17,1 % im Alter von 65 Jahren oder mehr. Der Median des Alters betrug 42 Jahre. Auf jeweils 100 Frauen entfielen 104,7 Männer. Bei den über 18-Jährigen entfielen auf 100 Frauen 99,3 Männer.
Das mittlere Haushaltseinkommen in Ancram betrug 45.726 US-Dollar und das mittlere Familieneinkommen erreichte die Höhe von 47.708 US-Dollar. Das Durchschnittseinkommen der Männer betrug 31.196 US-Dollar, gegenüber 25.625 US-Dollar bei den Frauen. Das Pro-Kopf-Einkommen belief sich auf 22.541 US-Dollar. 7,4 % der Bevölkerung und 5,1 % der Familien hatten ein Einkommen unterhalb der Armutsgrenze, davon waren 5,4 % der Minderjährigen und 12,0 % der Altersgruppe 65 Jahre und mehr betroffen.